# Chava Rosenfarb
Chava Rosenfarb (in yiddish חוה ראָזענפֿאַרב‎?; Łódź, 9 febbraio 1923 – Lethbridge, 30 gennaio 2011) è stata una scrittrice, poetessa, drammaturga e superstite dell'Olocausto polacca naturalizzata canadese, tra le maggiori autrici in lingua yiddish del secondo Novecento.

## Biografia
Chava Rosenfarb fu internata con la famiglia nel ghetto di Łódź in seguito all'invasione nazista della Polonia e successivamente fu deportata ad Auschwitz e da qui a Sasel, un sottocampo del campo di concentramento di Neuengamme. Verso la fine della guerra, la Rosenfarb fu internata nel campo di concentramento di Bergen-Belsen, dove contrasse una forma di febbre tifoide da portarla quasi alla morte nell'aprile 1945. Dopo la fine del conflitto mondiale sposò Henry Morgentaler, con cui emigrò in Canada nel 1950. Rimase sposata con Morgentaler fino al divorzio nel 1975 e la coppia ebbe due figli, la professoressa Goldie Morgentaler e il dottore Abraham Morgentaler.
La Rosenfarb cominciò a scrivere poesie durante l'infanzia e continuò a scrivere in yiddish per il resto della sua vita. Dopo aver pubblicato tre volumi di poesie tra il 1947 e il 1965, nel 1972 pubblicò Der boim fun lebn (דער בוים פֿון לעבן), un romanzo in tre volumi sulla esperienza nel ghetto di Łódź, poi pubblicato in inglese con il titolo The Three of Life. Successivamente pubblicò anche i romanzi Botshani (באָטשאַני; Bociany), Of Lodz and Love e il mai tradotto Briv tsu Abrashen (בריוו צו אבראשען). Con il passare degli anni la cultura yiddish secolare finì per venire assimilata in Nord America e quando la lingua divenne meno diffusa la Rosenfarb cominciò a dedicarsi alle traduzioni. Contribuì regolarmente alla rivista letteraria yiddish Di Goldene Keyt ("La catena d'oro") edita a Tel Aviv da Abraham Sutzkever. Nel 2004 una sua raccolta di racconti fu pubblicata in inglese con il titolo Survivors: Seven Short Stories. Attiva anche come drammaturga, la sua opera teatrale The Bird of the Ghetto fu portata in scena in lingua ebraica in Israele e in inglese per la prima volta a Toronto nel 2012.
Morì a Lethbridge all'età di settantasette anni.